# Christelle Fernandez-Schulte
Christelle Fernandez-Schulte (née le 2 février 1974 à Besançon), est une rameuse française participante aux jeux olympiques d'été de 2000 et classée 7e au « deux de couple léger,,. »